# Joaquim Pedro de Andrade
Joaquim Pedro de Andrade (Rio de Janeiro, 25 maggio 1932 – Rio de Janeiro, 10 settembre 1988) è stato un regista e sceneggiatore brasiliano, uno dei padri del Cinema Novo, celebre movimento cinematografico che rinnovò il cinema brasiliano.

## Biografia
De Andrade inizia la sua carriera come documentarista: dopo aver diretto alcuni cortometraggi, dirige il suo primo lungometraggio nel 1963, Garrincha, alegria do povo, su Manoel Francisco dos Santos, noto come Garrincha ("passerotto"), celebre ala destra della nazionale di calcio brasiliana. L'opera ottiene subito un grande successo.
Nel 1965 passa dai documentari ai film a soggetto con O Padre e a Moça, seguito nel 1969 dalla sua opera più celebre, Macunaíma, libera trasposizione dell'omonimo romanzo di Mário de Andrade, iniziatore del movimento modernista brasiliano, che viene presentato alla Mostra internazionale d'arte cinematografica di Venezia del 1969.
Nel 1972 collabora con la Rai, con cui realizza la pellicola La congiura (Os Confidentes), rievocazione della vicenda della cosiddetta Inconfidência Mineira ("congiura mineira") del 1789, precorritrice dei moti d'indipendenza del Brasile. Anche il successivo Guerra Conjugal (1975) guadagna subito grande popolarità.
Il suo ultimo, sofferto, film, O Homen do Pau Brasil, rilettura visionaria e surreale della vita di Oswald de Andrade, estroso capofila delle avanguardie artistico-letterarie del Brasile degli anni venti, esce nel 1981.
Durante tutta la carriera continua la sua produzione di cortometraggi, perlopiù di carattere documentaristico.
Nel 2006, durante la 63ª Mostra internazionale d'arte cinematografica di Venezia, gli viene dedicata una speciale sezione monografica per la quale la figlia, anch'essa regista, Alice de Andrade ha curato il restauro delle quattordici opere che costituiscono la sua intera filmografia.

## Filmografia

### Regista
- O Poeta do Castelo (1959) - cortometraggio-documentario
- O Mestre de Apipucos (1959) - cortometraggio-documentario
- Couro de Gato (1960)
- Garrincha, alegria do povo (1963) - documentario
- O Padre e a Moça (1966)
- Cinéma Nôvo (1967) - cortometraggio-documentario
- Brasilia, Contradições de Uma Cidade Nova (1968) - cortometraggio-documentario
- Macunaíma (1969)
- Linguagem da Persuasão (1970) - cortometraggio-documentario
- La congiura (Os Inconfidentes) (1972)
- Guerra Conjugal (1975)
- Vereda Tropical (1977)
- O Aleijadinho (1978) - cortometraggio-documentario
- O Homen do Pau-Brasil (1981)

### Sceneggiatore
- O Poeta do Castelo (1959) - cortometraggio-documentario
- O Mestre de Apipucos (1959) - cortometraggio-documentario
- Garrincha, alegria do povo (1963) - documentario
- O Padre e a Moça (1966)
- Macunaíma (1969)
- Os Inconfidentes (1972)
- Guerra Conjugal (1975)
- Vereda Tropical (1977)
- O Homen do Pau-Brasil (1981)